# Mahndorfer Düne

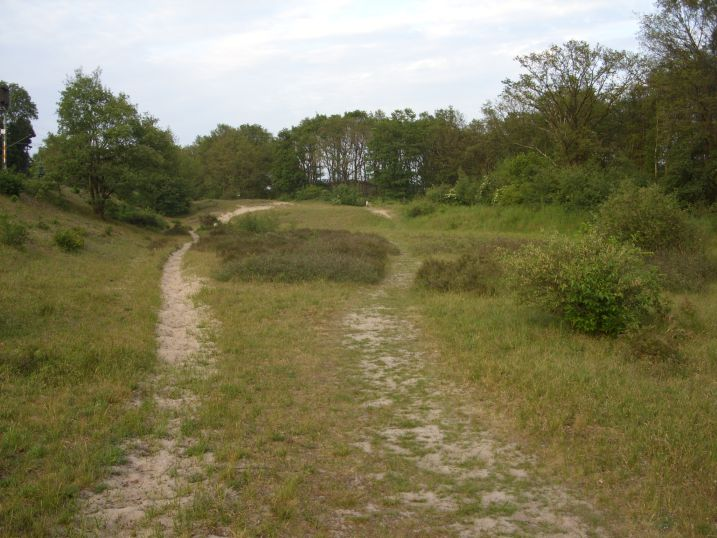
Mahndorfer Düne

Die Mahndorfer Düne ist eine Binnendüne im Südosten des Ortsteils Arbergen im Bremer Stadtteil Hemelingen. Sie ist der Rest einer ehemals die Landschaft prägenden Binnendünenlandschaft, die durch eiszeitlichen Flugsand entstanden war, und einer der letzten nicht abgetragenen oder überbauten Dünenreste in Bremen.
Die Mahndorfer Düne bildet heute ein rund 2,7 Hektar großes Landschaftsschutzgebiet, das aus einem relativ schmalen Streifen direkt südlich der Güterumgehung Bremen der Bahnstrecke Wanne-Eickel–Hamburg besteht. Im Osten des Landschaftsschutzgebietes liegt der Dünenrest, während sich nach Westen flache sandige Bereiche anschließen. Die Ränder sind mit Ausnahme des Bahndamms verbuscht bis bewaldet. Nach Süden im Übergangsbereich zur Marsch wird die Düne von einem Birken-Eichenwald mit einem hohen Anteil an Totholz begrenzt.
Auf dem unbewaldeten Teil der Mahndorfer Düne wachsen Silbergras und Sandsegge, im flachen Teil herrschen Magerrasen sowie ein Sandheidebereich mit Besenheide vor.
Das Gebiet gehört seit 1985 dem BUND, der es auch betreut und durch Pflegemaßnahmen u. a. der Verbuschung des Gebietes entgegenwirkt. Durch das Landschaftsschutzgebiet führt ein Pfad.